# Nuclease
Nucleases são enzimas capazes de quebrar as ligações entre os nucleotídeos - grupo fosfato, uma pentose (açúcar) e uma base nitrogenada (adenina, guanina, citosina, timina ou uracila) -  que são subunidades do ácido nucleico. As enzimas responsáveis pela degradação de DNA são denominadas desoxirribonucleases (DNases) e as responsáveis pela degradação de RNA são chamadas ribonucleases (RNAses). Há ainda uma nomenclatura que define o tipo de clivagem que efetuam, podendo ser chamadas de endonuleases se degradarem estruturas internas dos ácidos nucleicos ou exonucleases que limpam as substancias externas da estrutura, pela ligação dos grupos 5’-fosfato ou 3’-OH. Agindo como uma “tesoura”, nucleases clivam as ligações de fosforo e açúcar dos nucleotídeos pois contém resíduos ácidos e básicos que se coordenam cataliticamente com cátions divalentes como magnésio, manganês, cálcio ou zinco que atuam como cofatores. 
DNAses catalisam as ligações de radicais de fósforo, denominados fosfodiéster. Essa enzima ocupa um papel importante na reparação da molécula de DNA - que sofre diversas alterações na natureza causada por radiação, raios UV, agentes cancerígenos e substancias que reagem com oxigênio – por meio de replicação do DNA, excisão de reparação da base, excisão de nucleotídeos, reparação de quebras da fita dupla, eliminando os nucleotídeos danificados ou incompatíveis, que resultam de erros durante os processos de replicação e duplicação.
As ADNase I e ADnase II, são os principais tipos de nucleases que atuam no DNA. A ADNase I (Desoxirribonuclease I) catalisa a clivagem endonucleolítica de DNA em cadeia simples ou dupla resultando na produção de 5’-fosfodinucleotídeo e 5’-fosfo-oligonucleotídeo como produto final. O produto da hidrólise é uma grande mistura de mononucleotídeos e oligonucleotídeos. Enquanto a ADAse II (Desoxirribonuclease II) realiza um processo semelhante, porém produz nucleosídeos 3'-fosfato e 3'–fosfooligonucleotídeo.
As RNAses (ribonucleases) atuam na catalização de RNA em unidades menores. A degradação do RNA é importante na proteção contra vírus de RNA.